# Rewari (distrikt)
Rewari District är ett distrikt i Indien.   Det ligger i delstaten Haryana, i den norra delen av landet, 80 km sydväst om huvudstaden New Delhi. Antalet invånare är 900 332.
Följande samhällen finns i Rewari District:
- Rewari
- Dhāruhera
- Bāwal
- Jatūsāna